# Mosteiro de Ralung

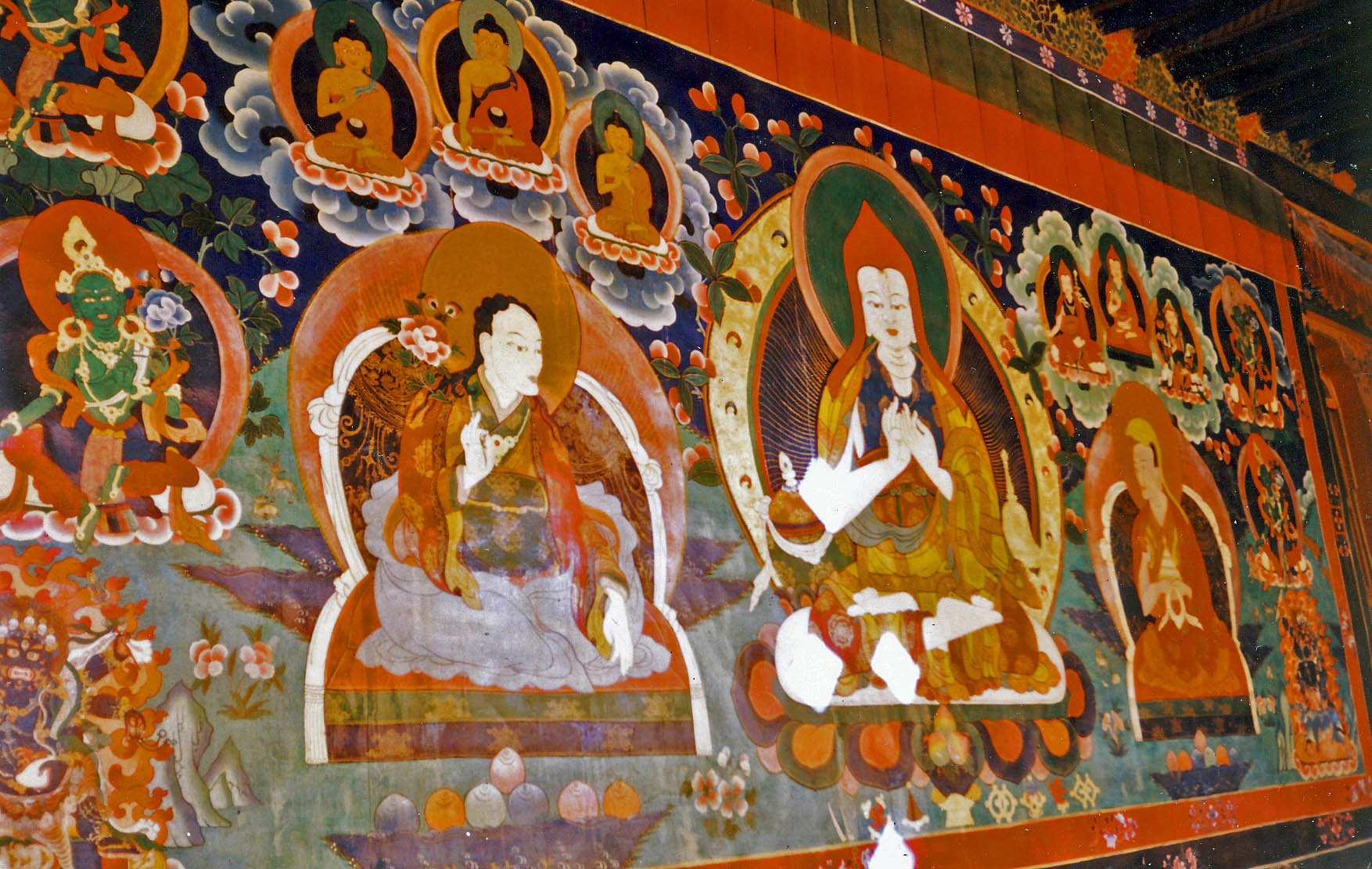
Mural repsentando Atisha em Ralung.

O mosteiro de Ralung, localizado na região de Tsang, no oeste do Tibete, é o principal mosteiro da escola Drukpa do budismo tibetano. Foi fundado em 1180, por Tsangpa Gyare, o fundador da Drukpa e primeiro Gyalwang Drukpa.
Ralung ainda é considerado um dos lugares mais sagrados do Tibete, pois a Drukpa ainda é uma escola com grande número de seguidores, e muito influente no Tibete, Índia, Nepal e Butão, sendo inclusive a religião estatal do último.

## Localização
O mosteiro se localiza em Gyantse, quilômetros ao sul da estrada, ligando Nakartse e Lungmar, ao norte do distrito de Gasa no Butão. O mosteiro é cercado por glaciares e picos, como o Gyetong Soksum (6 244 m), o Jangzang Lhamo (6 324 m) e o Nojin Gangzang (7 191 m).

## História
O nome do mosteiro vem de uma lenda, de que uma cabra (tibetano: ra) teria profetizado (tibetano: lung) o lugar, onde mestre de Tsangpa medita. O cenário muitas vezes é comparado a uma flor de lótus, com o mosteiro cercado pelas montanhas como o coração da flor cercado pela coroa.
Oito elementos da paisagem foram considerados simbólicos para os monges: o monte na frente do mosteiro parecia ter a forma de uma concha virada, o pico da passagem de Rala aparecia como um guarda-chuva aberto (chatra, símbolo de proteção para o budismo e hinduísmo), o pico atŕas de Pokya se assemelhava a um vaso de plantas, o pico de Tsenchu como um bâner de vitória erguido, as colinas Yangon pareciam um par de peixes dourados, o chão em Gormo lembrava uma roda dourada, a colina na direção de Penthang uma lótus aberta, com os riachos lembrando dois pássaros se olhando, e a ravina de Gyamo como um nó. Assim o local foi considerado extremamente simbólico e sagrado para toda Drukpa, e ainda é um local de peregrinação.
O fundador do Butão, Ngawang Namgyal, foi o décimo oitavo líder do mosteiro de Ralung. Em 1619, ele fugiu do Tibete quando seu título de reencarnação do sábio Kunkhyen Pema Karpo foi reivindicado pelo governador da província de Tsang. Ngawang unificou o Butão, defendendo a região de ataques do Tibete, formando uma identidade nacional e estabelecendo um sistema de governo que continua até hoje, de forma modificada, como o governo do Butão.

## Atualidade
Atualmente o mosteiro perdeu parte de sua representação como ponto turístico, mas continua sendo reconhecido como local sagrado para toda a população local. A vila próxima tem o nome de Ralung graças ao mosteiro.

## Líderes do mosteiro
1. Tsangpa Gyare Yeshe Dorje [1180 - 1211]
2. Wonre Darma Sengge [1211 - 1233]
3. Zhonnu Sengge [1233 - 1266]
4. Nyi Ma Sengge [1266 - 1287]
5. Sengge Rin Chen [1287 - 1313]
6. Sengge Gyelpo [1313 - 1326]
7. Kun Dga' Sengge [1326 - 1347]
8. Lodro Sengge [1347 - 1390]
9. Shes Rab Sengge [1390 - 1392]
10. Jamyang Yeshe Rinchen [1392 - 1413]
11. Namkha Pelzang [1413 - 1425]
12. Sherab Zangpo [1425 - 1438]
13. Kunga Peljor [1438 - 1476]
14. Ngag Dbang Chos Rgyal [1476 - 1540]
15. Ngag Gi Dbang Phyug[1540 - 1554]
16. Mi Pham Chos Rgyal [1554 - 1604]
17. Bstan Pa'i Nyi Ma [1604 - 1619]
18. Ngawang Namgyal [1619 - 1619]

Fonte